# Галісійці
Галісі́йці (самоназва: гал. galego — «ґалєго») — народ в Іспанії, основне населення історичної області Галісія.

## Територія проживання і чисельність
Загальна чисельність галісійців — понад 4 мільйона осіб, з них понад 3 мільйона осіб у Іспанії, понад півмільйона в Аргентині, решта — в інших країнах Латинської Америки, США та Португалії. Галісійці становлять 8,2 % населення Іспанії (див.).

## Мова
Галісійці розмовляють галісійською мовою (ґалєго) західно-романської підгрупи романської групи індоєвропейської мовної родини. Галісійська мова близька до португальської мови. У Галісії галісійською розмовляють понад 90 % населення. Писемність на основі латинки. Біблію галісійською мовою повністю перекладено лише у 1989—1992 роках.

## Історія
Етногенез галісійців пов'язаний з племенами галаїків, що являли собою результат суміші прийшлих кельтів і автохтонних естрімніїв. За походженням галісійці близькі португальцям. У Середньовіччі у зв'язку з приєднанням до Кастилії (Іспанії) піддавалися кастилізації (іспанізації). З початків 19 ст. виник рух за відродження галісійської нації, мови та культури галісійців. З кінця 19-го — на початку 20-го століть велика кількість галісійців емігрували до Латинської Америки, надто до Аргентини та Уругваю. У 1981 р. галісійці отримали автономію. У 90-ті роки 20 століття і дотепер відбувається підйом інтересу до національної культури серед галісійців.

## Матеріальна культура

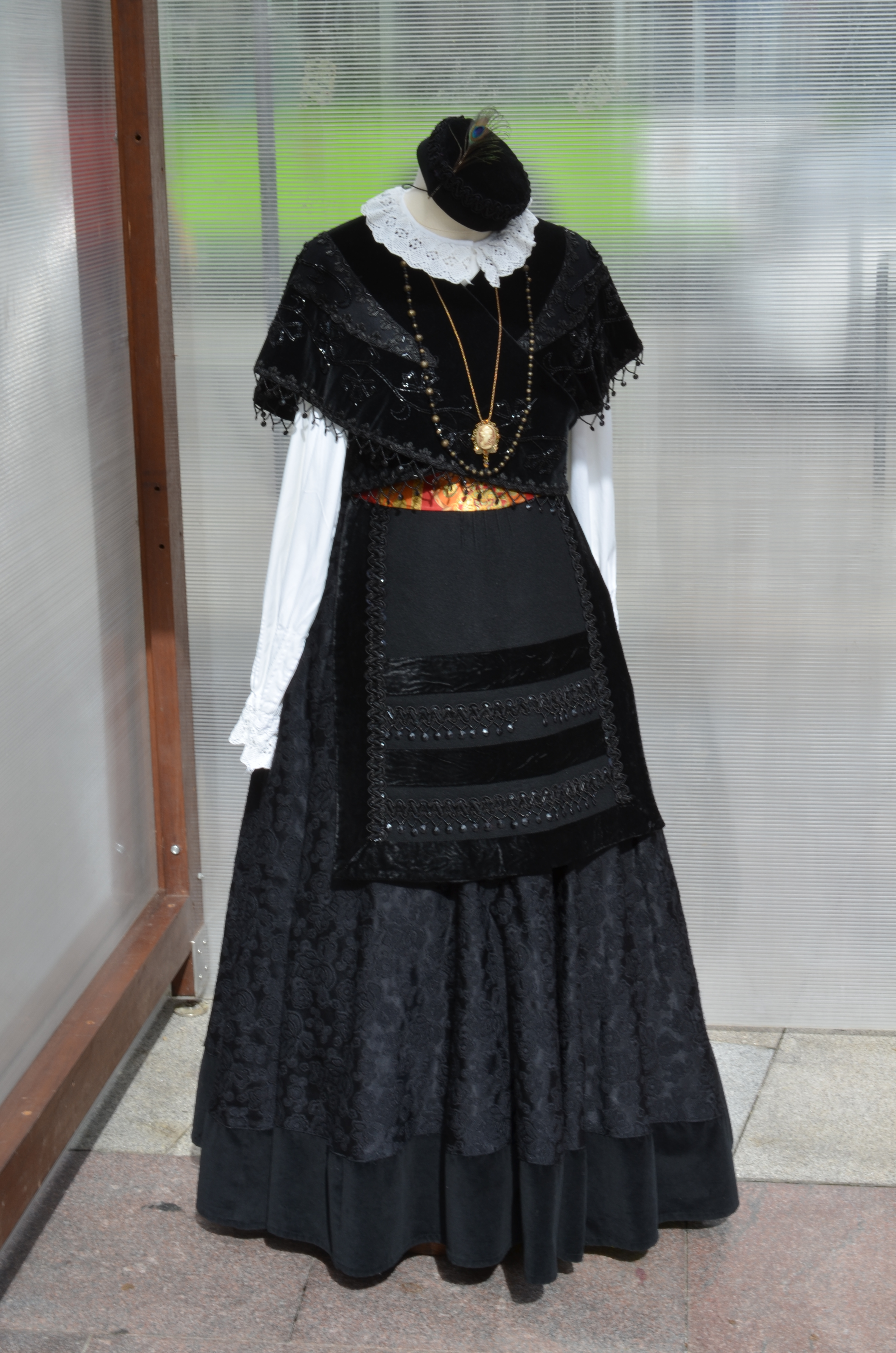
Галісійський народний жіночий стрій

Етнографічно галісійці близькі до решти населення Півночі Піренейського півострова.
Галісійцям притаманні розташовані близько одне до одного невеликі поселення без строгого планування, хутори тощо. Специфічне галісійське житло — пальоса.
У національних строях переважають темні кольори і грубі вовняні тканини, сукно, фланелі. Жіночий національний костюм — довга спідниця і кохта з корсажем, як деталі — спідниця-накидка (мантео) і хустка, що схрещується на грудях, а закріплюється на спині (денґе). Жіночий наряд зазвичай гаптований стрічками, прикрашений оздобами з бурштину. Головний убір — також хустка. Чоловічий національний костюм галісійців складається з вузьких (святкові) або широких (повсякденні — для роботи на полі) штанів до колін, сорочки, жилету і куртки. Чоловіче і жіноче взуття — шкіряні черевики.
Галісійська кухня відзначається простотою і невибагливістю. Національні страви — пульпада, поте галєго, свинячі ковбаски (чорісос), овочевий суп (кальдо галєго), свиняче сало з додаванням різноманітних спецій і житній хліб. Серед напоїв популярними є, як і повсюди в Іспанії, вина, а також лікери.

## Духовна культура
У духовній культурі (пісенний фольклор) відчутні кельтські впливи. Традиційний музичний інструмент — ґайта (волинка). В усній традиції переважають жартівливі казки, анекдоти і дотепи, в тому числі антирелігійного змісту. Оригінальністю відзначається галісійський танцювальний фольклор — серед танців чоловічі танці-змагання і оригінальний змішаний танець муньєйра.

## Відомі діячі галісійської культури

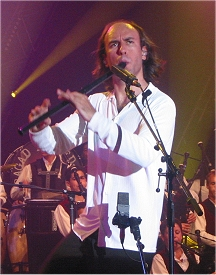
Відомий галісійський музика-волинщик К. Нуньєс

- середньовічний галісійський поет-трубадур Мендіньо, який жив у 13-14 століттях і до нас дійшла його поема.
- Родріго де Кірога Лопес де Ульоа (1512—1580) — завойовник Америки, двічі був управителем королівського генерал-губернаторства Чилі.
- адмірал П. Монтохо і Пасарон (Patricio Montojo y Pasarón) — військо-морський діяч, командувач битви у манільській бухті (1 травня 1898 року), яка стала вирішальною у іспансько-американській війні (1898), провальній для Іспанії.
- серед сучасників — політик Аншо Кінтана — діючий голова Галісійського націоналістичного блоку (Bloque Nacionalista Galego), провідної патріотичної партії галісійців та галісійський письменник Ш. Л. Феррін (Ferrín), якого у 1999 році Асоціація галісійських письменників висунула на здобуття Нобелівської премії з літератури.
- спортсмени — член збірної Іспанії з футболу Мічель Сальгадо і переможець Tour de France 2006 року Оскар Перейро.

## Відомі діячі, які мають галісійське коріння
- Серед політиків — кубинські лідери Фідель Кастро і Рауль Кастро, чиї обоє батьків з Галісії та президент Уругваю Табаре Васкес.
- Серед діячів літератури — класик іспанської літератури, драматург Рамон Марія дель Вальє-Інклан; відомий іспанський письменник Каміло Хосе Села (Нобелівський лауреат в галузі літератури 1989 року); знана іспанська письменниця, провідниця феміністського руху Емілія Пардо Басан. Звичайно, всі вони писали іспанською.
- доволі багато галісійських вихідців серед зірок шоу-бізнесу і спорту. Це зокрема: сучасні співаки Хуліо Іглесіас та Енріке Іглесіас; відомі поп-співачки мексиканка Пауліна Рубіо та уругвайка Наталія Орейро, добре знана за ролями в аргентинських серіалах, а також аргентинський футболіст Дієго Марадона.

### Відомі люди з далеким, суперечливим або недоведеним галісійським корінням
Серед таких варто назвати нащадків галісійських емігрантів — американського астронавта Ф. Кальдейро та австрійського гонщика, тричі переможця Чемпіонату F1 Нікі Лауду. Також вважається, що галісійське походження мали Сімон Болівар (за іншими даними в нього баскське коріння), Хуан Перон і навіть Мігель Сервантес (!).

## Цікаві факти
- За всю свою багатовікову історію Галісія була незалежною тільки одного разу. Це далекого 1111 року. Саме тоді був коронований галісійський король. Але вже за декілька років галісійське королівство впало від навалою маврів, а його південна частина відійшла до Португалії.
- У кафедральному соборі столиці Галісії місті Сантьяго-де-Компостела покояться рештки одного з 12 апостолів Христа святого Якова (Яго іспанською, Хайме галісійською). Саме сюди веде довгий шлях — проща святого Якова. За легендою святий Яків — хреститель і патрон усієї Іспанії — пішки подолав дорогу до Піренейського півострова. І от уже понад тисячоліття існує Шлях святого Якова — своєрідна проща для католиків. Він не вперше ставав темою для сюжетів у письменників, кінорежисерів тощо
- У галісійській кухні ще зовсім донедавна існувала неоголошена заборона на вживання грибів, при тому що Галісія загалом лісиста країна. Відраза до грибів у галісійців була настільки великою, що навіть існувала галісійська приказка «Найпростіший спосіб померти — з'їсти гриб». Лише з глобалізацією це дивне табу було знято.